# Accord d'Addis-Abeba (1972)
L’Accord d’Addis-Abeba, parfois désigné sous l’appellation de Convention d’Addis-Abeba, est un ensemble de dispositions conventionnelles issues d’un traité conclu en 1972, lequel mit un terme aux hostilités de la première guerre civile soudanaise (1955-1972). Ces stipulations, ratifiées par les parties belligérantes, furent ultérieurement intégrées au sein de la Constitution soudanaise.

## Préliminaires et négociations
Les négociations directes entre le gouvernement soudanais et le Mouvement de libération du Sud-Soudan (SSLM) à Addis-Abeba furent précédées, dès 1971, par une série de pourparlers intermédiés par la Conférence des Églises de toute l'Afrique (CETA) et le Conseil œcuménique des Églises (COE). Lors des discussions tenues à Addis-Abeba en 1972, la délégation gouvernementale soudanaise était conduite par Abel Alier, tandis que celle du SSLM avait pour chef Ezboni Mondiri. La médiation de ces négociations fut assurée par Burgess Carr, alors secrétaire général de la Conférence des Églises de toute l'Afrique. 

## Résultats
L’Accord d’Addis-Abeba visait à résoudre et à tempérer les revendications du mouvement sécessionniste sud-soudanais, alors que la première guerre civile soudanaise engendrait un coût humain et matériel croissant, tant pour le gouvernement nord-soudanais que pour les populations méridionales. Par cet accord, la création de la Région autonome du Sud-Soudan octroya à cette dernière une autonomie partielle, mettant fin à son découpage antérieur en trois provinces distinctes — à savoir l’Équatoria (Al-Istiwāʾiyyah), le Bahr el-Ghazal et le Haut-Nil (Aʿālī al-Nīl). Dès lors, l’administration de cette région fut confiée à des institutions propres, dotées d’un organe législatif et d’une autorité exécutive distincts. Les combattants de l’Anyanya furent incorporés aux forces régulières, intégrant tant l’armée soudanaise que les rangs de la police nationale. Sur le plan politique, cet accord valut au président Gaafar Nimeiry un surcroît de considération, tant sur la scène intérieure qu’auprès des chancelleries étrangères. 
Une décennie de paix précaire s’ensuivit, bien que l’accord d’Addis-Abeba ne parvînt point à éradiquer les dissensions originelles ayant engendré le conflit fratricide. Ce traité ne constitua qu’une accalmie éphémère. Les spoliations des ressources et la déshérence persistante des provinces septentrionales exacerbèrent les tensions, entraînant une recrudescence des troubles dans le Sud dès la fin des années 1970.

## Fin
En 1983, le président Gaafar Nimeiry proclama que l’intégralité du Soudan constituait désormais un État islamique régi par les préceptes de la charia, incluant de facto les provinces méridionales, bien que celles-ci furent majoritairement peuplées de communautés non musulmanes. Le 5 juin de la même année, l’autonomie octroyée au Sud-Soudan fut abrogée, sonnant ainsi le glas des accords d’Addis-Abeba conclus une décennie plus tôt. Cette décision, perçue comme une abrogation unilatérale des engagements antérieurs, déclencha ipso facto la Seconde guerre civile soudanaise (1983-2005).